# Burkhard Ritz

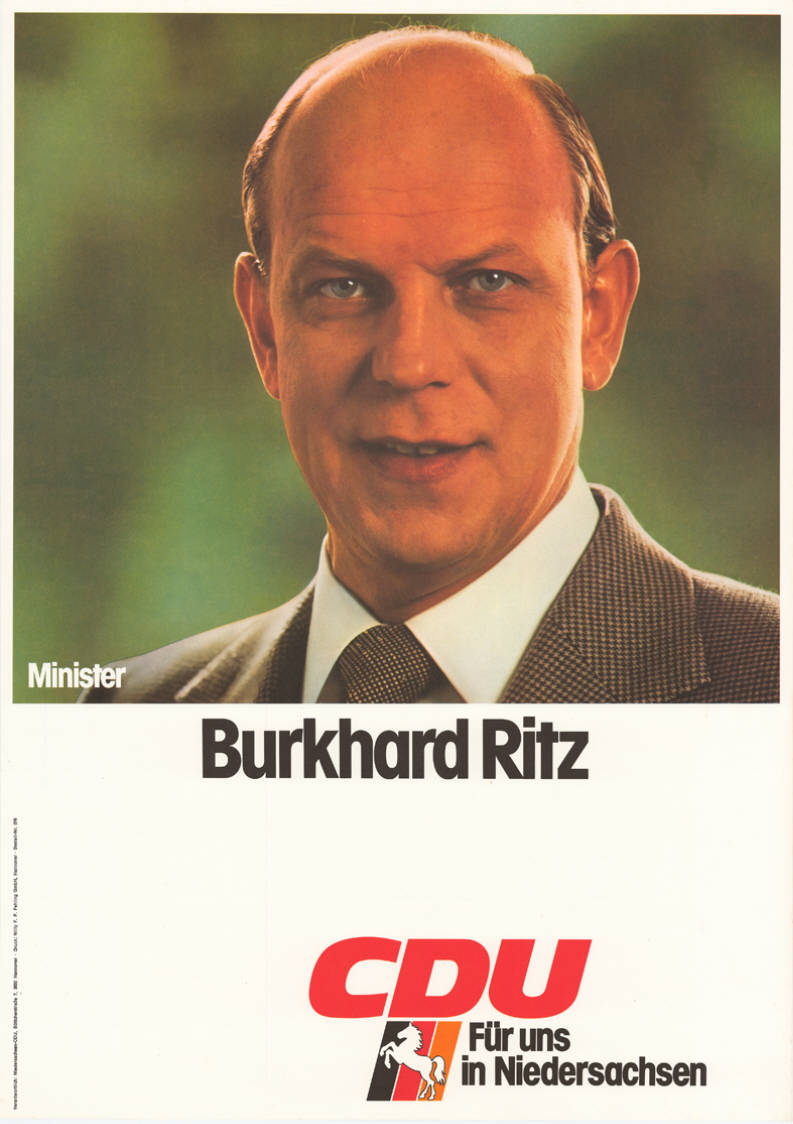
Ritz auf einem Plakat aus den 1980er-Jahren

Burkhard Ritz (* 4. August 1931 in Deutsch Krone, Grenzmark Posen-Westpreußen; † 26. April 2025 in Lingen) war ein deutscher Landwirt und Politiker (CDU).

## Leben und Beruf
Ritz wurde als Sohn eines Lehrers geboren und wuchs in Pommern auf. Nach dem Besuch der Volksschule und der Oberschule in Schneidemühl kam er mit seiner Familie als Heimatvertriebener nach Thüringen. Dort arbeitete er ein Jahr lang in der Landwirtschaft und siedelte dann nach Westdeutschland über.
Nach dem Besuch der Oberschule in Castrop-Rauxel und dem Abitur 1952 am Ernst-Moritz-Arndt-Gymnasium in Osnabrück absolvierte Ritz eine landwirtschaftliche Ausbildung, die er 1953 mit der Gehilfenprüfung abschloss. Anschließend nahm er ein Studium der Agrarwissenschaften an der Rheinischen Friedrich-Wilhelms-Universität Bonn auf, das er 1956 mit der Prüfung zum Diplom-Landwirt beendete. Dort wurde er Mitglied der katholischen Studentenverbindung KDStV Rheinfels Bonn (später fusioniert mit der KDStV Ascania Bonn) im CV. Von 1957 bis 1965 war er als Dozent an der Landvolkshochschule in Oesede tätig. 1959 hatte er mit der Arbeit Die ländlichen Heimvolkshochschulen in Niedersachsen – Ein Beitrag zur Erwachsenenbildung auf dem Lande zum Dr. agr. promoviert.
Ritz war von 1969 bis 1972 Bundesvorsitzender der Katholischen Landvolkbewegung. Er betätigte sich lange im Sozialdienst Katholischer Männer in Lingen, dessen Vorsitzender er von 1994 bis 2008 war. Er wurde 1995 Präsident der Landesverkehrswacht Niedersachsen und war von 1995 bis 2001 Präsident der Deutschen Verkehrswacht, zuletzt deren Ehrenpräsident. Ritz lebte in Lingen, war verheiratet und hatte vier Kinder.

## Partei
Ritz trat 1956 in die CDU ein, schloss sich der Jungen Union (JU) an und war von 1965 bis 1967 Mitglied im JU-Bundesvorstand. Er wurde 1975 in den CDU-Bundesvorstand gewählt, dem er bis 1983 angehörte, und war dort bis 1980 Vorsitzender des Bundesfachausschusses für Agrarpolitik. Außerdem war er seit 1970 stellvertretender Vorsitzender der Hermann Ehlers Stiftung.

## Abgeordneter
Ritz war von 1960 bis 1965 Ratsmitglied der Gemeinde Oesede, die seit 1970 durch den Zusammenschluss mehrerer Gemeinden ein Stadtteil von Georgsmarienhütte ist. Bei der Bundestagswahl 1965 wurde er über ein Direktmandat im Wahlkreis Bersenbrück in den Deutschen Bundestag gewählt. Von 1972 bis 1980 war er stellvertretender Vorsitzender der CDU/CSU-Bundestagsfraktion. 1979/80 fungierte er als Präsident der Deutschen Parlamentarischen Gesellschaft. Kurz vor seiner Ernennung zum niedersächsischen Finanzminister legte er am 2. Dezember 1980 sein Bundestagsmandat nieder. Von 1982 bis 1994 war er für den Landtagswahlkreis Bersenbrück Mitglied des Niedersächsischen Landtages.

## Öffentliche Ämter
Ritz war von 1963 bis 1965 Ehrenamtlicher Bürgermeister der Gemeinde Oesede als Nachfolger des tödlich verunglückten Bürgermeisters Wallrath Eichberg. Nach dem Wechsel Walther Leisler Kieps in die Bundespolitik wurde er am 3. Dezember 1980 als Finanzminister in die von Ministerpräsident Ernst Albrecht geführte Regierung des Landes Niedersachsen berufen. Im Zuge einer Kabinettsumbildung wechselte er am 9. Juli 1986 und wurde niedersächsischer Landwirtschaftsminister. Nach der Wahlniederlage der CDU bei den Landtagswahlen im Mai 1990 schied er am 21. Juni 1990 aus der Regierung aus und wurde in seinem Amt von Karl-Heinz Funke abgelöst.

## Ehrungen
- 1976: Großes Verdienstkreuz des Verdienstordens der Bundesrepublik Deutschland
- 1984: Großes Verdienstkreuz mit Stern des Verdienstordens der Bundesrepublik Deutschland
- 2011: Großes Verdienstkreuz des Niedersächsischen Verdienstordens[4]